# サキヨミLIVE
『サキヨミLIVE』（サキヨミライブ）は、フジテレビ系列（但し、テレビ大分とテレビ宮崎では未放送）で、2008年7月6日から2009年9月20日まで、毎週日曜日の22:00 - 23:11（JST）で生放送されていた日本の情報番組。番組名の由来は、『将来に起こることを推測する』という意を持つ「先読み」から。2008年9月21日までは、『サキヨミ』という番組タイトルだった。
前番組『新報道プレミアA』に続いて、フジテレビと関西テレビの共同制作となっているが、当番組もほとんどの分野をフジテレビが担っている。それなのに両社の共同制作名義となっているのは、かつて22:00 - 22:30がフジテレビ制作枠、22:30 - 23:00が関西テレビ制作枠と2分されていた名残である。

## 変遷

### 放送開始前後
番組が放送開始する前は、総合司会の山本モナが写ったポスターや番宣CMで「私は、私に、リベンジするの。」をキャッチフレーズにしていた。山本には不祥事で報道番組『筑紫哲也 NEWS23』を降板した前歴があり、再び報道色の強い番組に出演することで、過去と決別するという意味が込められており、大いに話題となった。
初回視聴率は関東地区で8.5%を記録（ビデオリサーチ社）。やや低調な滑り出しとなったが、第1回放送直後に山本は再びスキャンダルを起こし、数日後に発覚。出演1回きりで一時降板を余儀なくされる。上記キャッチフレーズの「皮肉さ」や2回目の放送では、冒頭で総合司会の伊藤利尋が謝罪を行うなどで話題となり、皮肉にもこの回は10.8%と二桁を記録した。

### 2008年10月、番組改編へ
2008年10月5日から、番組改編によりタイトルを「サキヨミLIVE」に変更する ほか、放送時間も22:00 - 23:11に縮小され、23:11 - 23:15に三菱自動車一社提供のミニ番組『すき!地球』が新設された。また、一時降板扱いだった山本は正式に降板した。これ以降半年間、大島由香里が正式な総合司会となる。

### 2009年春改編
2009年4月5日から、番組がリニューアルされ、総合司会として大島に替わって平井理央が就任する。同日から、番組の出演者席テーブルが可変型から固定型に代わり、オープニングCGやテロップも変わった。「あすカラット」が終了した代わりに「ものしる瑛士典」が開始された。なお、総合司会を卒業した大島は、取材リポートや「ものしる瑛士典」に出演した。

### 放送終了
2009年10月改編により、同年9月20日で終了。10月からは『情報エンタメLIVE ジャーナる!』をスタートさせる。出演者は、総合司会の伊藤・平井は続投し、新たに三宅裕司を加えてリニューアルする。

## 出演者

### 総合司会（メインキャスター）
- 伊藤利尋（フジテレビアナウンサー）
- 平井理央（同上、当時）

### サキヨミルーキー
事実上、「若者代表」のコメンテーター。
- ウエンツ瑛士（WaT）

### サキヨミバイザー
毎週出演するコメンテーター（サキヨミスト）。
- 竹田圭吾（Newsweek日本語版編集長）

### サキヨミスト
毎週、週替わりのゲストコメンテーター（サキヨミスト）が3〜4名登場する。

### その他
- 大島由香里（フジテレビアナウンサー）

※大島アナは、2008年7月6日放送分ではサブキャスターとして出演、同年7月13日放送分から総合司会に昇格。2009年3月29日に総合司会を卒業後も、取材リポートや「ものしる瑛士典」で当番組に出演。結果的には番組立ち上げ当初に想定されていた役割に戻る形となった。

### 過去の出演者
- 山本モナ（総合司会、2008年7月6日放送分のみ出演）

## 放送時間の変遷
※ここでの表記は、すべて日本時間とする。
- 2008年7月6日 - 同年9月21日 日曜 22:00 - 23:14
- 2008年10月5日 - 2009年9月20日 日曜 22:00 - 23:11

## コーナー
- News 一刀両断
  - 毎回あるテーマに対して、2択（賛成or反対 等）で視聴者から意見を得るコーナー。放送日の午後から、インターネット（パソコン・携帯）で投票を受けつけ、放送中はテレゴングも行われる。
  - 概要は『ハッケン!!』で行われていたものとほぼ同じ。
- ものしる瑛士典
  - 放送翌日から1週間の予定を紹介し、その中で最も重要な予定に関してキーワードとなる内容を解説するコーナー。編集長のウエンツと編集部員の大島が担当。
- アスヨミ
- ?ハテナのアンテナ

### 過去に放送していたコーナー
- 今週のニッポン人 あしたはどっちだ!?
  - 毎回あるテーマに対して、2択（賛成or反対 等）で視聴者から意見を得るコーナー。放送日の朝から、インターネット（パソコン・携帯）で投票を受けつけ、放送中はテレゴングも行われる。このスタイルは、前述の「News 一刀両断」にとって替わられた。
- あしたのニュース予報
  - 放送翌日の朝刊の中で最も注目されるニュース（3本）を紹介するコーナー。
- SAKI-NAVI サキナビ
  - 放送翌日から1週間の予定を紹介するコーナー。予定の中で注目する内容については、詳しく紹介も行う。
- あすカラット - ASU Carat -
  - 放送翌日から1週間の予定を詳しく紹介するコーナー。ウエンツと大島が担当。

## 番組構成・タイムテーブル

### 2008年7月-9月
- 22:00- オープニング
- 23:10頃- SAKI-NAVI サキナビ
- 23:12頃- 天気予報
- 23:14 番組終了

### 2008年10月-2009年9月
- 22:00- オープニング・ニュース・NEWS一刀両断
- 22:30頃- あすカラット
- 22:45頃- アスヨミ
- 23:09- 天気予報
- 23:11 番組終了

## 番組テーマ曲
- スターター （ORIGINAL LOVE）

## スタッフ
- 構成：石井成和、山本喜浩、吉村幹彦、八木たかお
- 技術：上村克志、八柄哲、村脇昭一（共同テレビジョン）
- 照明：FLT
- 音響効果：星川秀一（第一音響）
- 編集：テレモーションマックス、スタジオヴェルト
- 美術制作：片岡浩美
- デザイン：棈木陽次
- 美術進行：服部孝志
- 大道具：豊田哲夫
- アクリル装飾：今井輝彦
- メイク：山田かつら
- 電飾：菅田重樹
- 電子タイトル：タイトルアート
- CG：北岡誠、佐藤康夫
- CGデザイン：三塚篤
- 手書きタイトル：湯浅信人
- 制作デスク：加用有香里
- タイムキーパー：上野和美
- アシスタントディレクター：山本志穂美、坂本耕司（坂本→プラモ）、佐藤公亮、徳克敏、
- フロアディレクター：藤木伸一郎
- ディレクター：尾形征輝、高田圭太、杉崎朋子、佐塚弘一、小林浩、川上康弘、小坂真夕子、坂本隆太、田中拓朗（田中→関西テレビ）、白石智彰、佐藤洋一、恒石真人、野上千草、松永大佑、酒瀬川茂雄
- アシスタントプロデューサー：熊田辰男（フジテレビ情報企画部）
- チーフディレクター：西村陽次郎（フジテレビ情報企画部）
- プロデューサー：塩田千尋（フジテレビ情報企画部）、高島公美（関西テレビ）
- 制作協力：エフエフ
- 制作著作：フジテレビ、関西テレビ

※前番組『新報道プレミアA』では、フジサンケイグループの目玉マークが表示されていなかったが、当番組から表示が再開された。また、第3回放送（2008年7月20日）から、スタッフ名のエンドロールが表示されるようになった。

## 備考
- 2008年8月10日は「北京オリンピックスペシャル」と題し、ほとんど北京オリンピックについて取り上げた。「サキナビ」では、放送翌日からの1週間の出来事だけでなく、試合予定も紹介。なお、「今週のニッポン人」は休止となり、代わりに視聴者から北京オリンピックに関するメッセージを集める形となった。

## ネット局と放送時間
| 放送対象地域  | 放送局                    | 系列           | 放送日時           | 備考           |
| ------------- | ------------------------- | -------------- | ------------------ | -------------- |
| 関東広域圏    | フジテレビ（CX）          | フジテレビ系列 | 日曜 22:00 - 23:15 | 【共同制作局】 |
| 近畿広域圏    | 関西テレビ（KTV）         | フジテレビ系列 | 日曜 22:00 - 23:15 | 【共同制作局】 |
| 北海道        | 北海道文化放送（uhb）     | フジテレビ系列 | 日曜 22:00 - 23:15 |                |
| 岩手県        | 岩手めんこいテレビ（mit） | フジテレビ系列 | 日曜 22:00 - 23:15 |                |
| 宮城県        | 仙台放送（OX）            | フジテレビ系列 | 日曜 22:00 - 23:15 |                |
| 秋田県        | 秋田テレビ（AKT）         | フジテレビ系列 | 日曜 22:00 - 23:15 |                |
| 山形県        | さくらんぼテレビ（SAY）   | フジテレビ系列 | 日曜 22:00 - 23:15 |                |
| 福島県        | 福島テレビ（FTV）         | フジテレビ系列 | 日曜 22:00 - 23:15 |                |
| 新潟県        | NST新潟総合テレビ（NST）  | フジテレビ系列 | 日曜 22:00 - 23:15 |                |
| 長野県        | 長野放送（NBS）           | フジテレビ系列 | 日曜 22:00 - 23:15 |                |
| 静岡県        | テレビ静岡（SUT）         | フジテレビ系列 | 日曜 22:00 - 23:15 |                |
| 富山県        | 富山テレビ（BBT）         | フジテレビ系列 | 日曜 22:00 - 23:15 |                |
| 石川県        | 石川テレビ（ITC）         | フジテレビ系列 | 日曜 22:00 - 23:15 |                |
| 福井県        | 福井テレビ（FTB）         | フジテレビ系列 | 日曜 22:00 - 23:15 |                |
| 中京広域圏    | 東海テレビ（THK）         | フジテレビ系列 | 日曜 22:00 - 23:15 |                |
| 島根県･鳥取県 | さんいん中央テレビ（TSK） | フジテレビ系列 | 日曜 22:00 - 23:15 |                |
| 岡山県･香川県 | 岡山放送（OHK）           | フジテレビ系列 | 日曜 22:00 - 23:15 |                |
| 広島県        | テレビ新広島（tss）       | フジテレビ系列 | 日曜 22:00 - 23:15 |                |
| 愛媛県        | テレビ愛媛（EBC）         | フジテレビ系列 | 日曜 22:00 - 23:15 |                |
| 高知県        | 高知さんさんテレビ（KSS） | フジテレビ系列 | 日曜 22:00 - 23:15 |                |
| 福岡県        | テレビ西日本（TNC）       | フジテレビ系列 | 日曜 22:00 - 23:15 |                |
| 佐賀県        | サガテレビ（STS）         | フジテレビ系列 | 日曜 22:00 - 23:15 |                |
| 長崎県        | テレビ長崎（KTN）         | フジテレビ系列 | 日曜 22:00 - 23:15 |                |
| 熊本県        | テレビくまもと（TKU）     | フジテレビ系列 | 日曜 22:00 - 23:15 |                |
| 鹿児島県      | 鹿児島テレビ（KTS）       | フジテレビ系列 | 日曜 22:00 - 23:15 |                |
| 沖縄県        | 沖縄テレビ（OTV）         | フジテレビ系列 | 日曜 22:00 - 23:15 |                |